# Centro di produzione Rai di Napoli
Il Centro di produzione Rai di Napoli è uno dei quattro centri di produzione televisiva e radiofonica della Rai, insieme ai centri di Roma, Milano e Torino.

## Storia
Nasce tra la fine degli anni cinquanta e i primi anni sessanta. Viene inaugurato, alla presenza dell'allora Presidente del Consiglio Amintore Fanfani, il 7 marzo 1963.
Il centro è ubicato in via Guglielmo Marconi 9, nel quartiere di Fuorigrotta, in prossimità dello stadio Diego Armando Maradona.
La struttura dispone di sei studi televisivi per un totale di 1227 m² e capacità di 370 persone, utilizzati per le riprese di programmi e fiction, e di un auditorium, dal 1996 vi si registrano le puntate delle soap opera Un posto al sole, in onda su Rai 3.
Negli anni sessanta e settanta, da questi studi veniva trasmessa la storica trasmissione Senza rete, che andava in onda dall'auditorium. Ospitò l'Eurovision Song Contest 1965. Altri programmi prodotti dal centro in passato furono: Sotto le stelle, Cocco, l'edizione 1992-1993 di Domenica in, Napoli capitale, Avanspettacolo,  Furore, Pippo Chennedy Show, L'ottavo nano, Convenscion, Blu notte - Misteri italiani  e la serie televisiva La squadra e il suo successivo spin-off La nuova squadra.
Al Centro Rai di Napoli è ospitato inoltre l'Archivio Storico della canzone napoletana, inaugurato nel 2003 e che dal 2007 ha trasferito su cataloghi multimediali l'enorme archivio di incisioni musicali (più di 40.000) delle canzoni classiche napoletane.
Dal 2009, dopo alcuni anni in cui non furono molto utilizzati (se non per la soap Un posto al sole), gli studi (auditorium compreso) hanno ricominciato a ospitare molti programmi d'intrattenimento come: Ti lascio una canzone, Attenti a quei due - La sfida,  Per un pugno di libri, Me lo dicono tutti!, Non sparate sul pianista, Italia Coast2Coast, Made in Sud, I grandi della musica,  Reazione a catena, Alle falde del Kilimangiaro, Torto o ragione? Il verdetto finale, Fatti unici, Sbandati, Music Quiz, Zero e lode, Stasera tutto è possibile e molti altri ancora.

## Studi e programmi

### Studi di via Marconi
Studi e programmi della stagione televisiva 2024/2025
- TV1: Agorà Weekend, Cook40'
- TV2: Reazione a catena, Serenight
- TV3: TGR Campania, TGR Buongiorno Italia, TGR Buongiorno Regione
- TV4: Un posto al sole

### Auditorium
- Natale in casa Cupiello [2]
- Stasera tutto è possibile

## Programmi del passato
Sono andati in onda da questi studi, programmi come Zero e lode!, Torto o ragione? Il verdetto finale, B come Sabato, Sbandati, Titolo V, Dilemmi, Ti sembra normale?, Stasera tutto è possibile, Made in Sud, Dalla strada al palco (Ed. 2, 2023)
| Programma                              | Inizio            | Fine             | Conduttori principali | Rete  | Regia               |
| -------------------------------------- | ----------------- | ---------------- | --- | ----- | ------------------- |
| Proffimamente non stop                 | 8 gennaio 1987    | 4 marzo 1987     | Simona Marchini, Piero Chiambretti, Sabina Guzzanti, Paolo Maria Veronica, Roberto Malandrino, Maria Amelia Monti, Dario Fo e La Witz Orchestra | Rai 1 | Enzo Trapani        |
| Famiglia Salemme Show                  | 13 gennaio 2006   | 3 febbraio 2006  | Vincenzo Salemme | Rai 1 | Duccio Forzano      |
| Mettiamoci all'opera (1ª ed.)          | 5 agosto 2009     | 5 agosto 2009    | Fabrizio Frizzi | Rai 1 | N.D.                |
| Mettiamoci all'opera (2ª ed.)          | 26 dicembre 2009  | 2 gennaio 2010   | Fabrizio Frizzi | Rai 1 | N.D.                |
| Ti lascio una canzone (3ª ed.)         | 27 marzo 2010     | 29 maggio 2010   | Antonella Clerici | Rai 1 | Sergio Colabona     |
| Attenti a quei due - La sfida          | 11 giugno 2010    | 11 giugno 2010   | Fabrizio Frizzi e Max Giusti | Rai 1 | Stefano Mignucci    |
| Ti lascio una canzone (4ª ed.)         | 10 settembre 2010 | 10 dicembre 2010 | Antonella Clerici | Rai 1 | Sergio Colabona     |
| 24mila voci                            | 25 dicembre 2010  | 1º gennaio 2011  | Milly Carlucci | Rai 1 | Danilo Di Santo     |
| Attenti a quei due - La sfida (1ª ed.) | 7 gennaio 2011    | 12 febbraio 2011 | Fabrizio Frizzi e Max Giusti | Rai 1 | Stefano Mignucci    |
| Ciak... si canta! (3ª ed.)             | 8 aprile 2011     | 13 maggio 2011   | Francesco Facchinetti e Belén Rodríguez | Rai 1 | N.D.                |
| Mettiamoci all'opera (3ª ed.)          | 17 giugno 2011    | 17 giugno 2011   | Fabrizio Frizzi | Rai 1 | N.D.                |
| Me lo dicono tutti! (2ª ed.)           | 28 settembre 2011 | 5 ottobre 2011   | Pino Insegno | Rai 1 | Jocelyn             |
| Mettiamoci all'opera (4ª ed.)          | 28 dicembre 2011  | 4 gennaio 2012   | Pupo e Nina Seničar | Rai 1 | N.D.                |
| Attenti a quei due - La sfida (2ª ed.) | 13 gennaio 2012   | 2 marzo 2012     | Paola Perego e Biagio Izzo | Rai 1 | Stefano Mignucci    |
| Non sparate sul pianista (1ª ed.)      | 9 marzo 2012      | 13 aprile 2012   | Fabrizio Frizzi | Rai 1 | Maurizio Pagnussat  |
| Italia Coast2Coast                     | 10 maggio 2012    | 17 maggio 2012   | Trio Medusa e Laura Barriales | Rai 2 | Riccardo Recchia    |
| Me lo dicono tutti! (3ª ed.)           | 24 agosto 2012    | 31 agosto 2012   | Pino Insegno | Rai 1 | Jocelyn             |
| I grandi della musica                  | 21 novembre 2012  | 22 dicembre 2012 | Massimo Giletti | Rai 1 | Giovanni Caccamo    |
| Made in Sud (6ª ed.)                   | 28 febbraio 2013  | 27 maggio 2013   | Fatima Trotta, Gigi e Ross ed Elisabetta Gregoraci                                                                                              | Rai 2 | Sergio Colabona     |
| Made in Sud (7ª ed.)                   | 9 settembre 2013  | 16 dicembre 2013 | Fatima Trotta, Gigi e Ross ed Elisabetta Gregoraci                                                                                              | Rai 2 | Sergio Colabona     |
| 2013: un anno da paura                 | 27 dicembre 2013  | 27 dicembre 2013 | Paolo Ruffini | Rai 2 | N.D.                |
| Made in Sud (8ª ed.)                   | 11 marzo 2014     | 13 maggio 2014   | Fatima Trotta, Gigi e Ross ed Elisabetta Gregoraci                                                                                              | Rai 2 | Sergio Colabona     |
| Made in Sud (9ª ed.)                   | 23 settembre 2014 | 18 novembre 2014 | Fatima Trotta, Gigi e Ross ed Elisabetta Gregoraci                                                                                              | Rai 2 | Sergio Colabona     |
| Made in Sud (10ª ed.)                  | 3 marzo 2015      | 12 maggio 2015   | Fatima Trotta, Gigi e Ross ed Elisabetta Gregoraci                                                                                              | Rai 2 | Sergio Colabona     |
| Stasera tutto è possibile (1ª ed.)     | 8 settembre 2015  | 20 ottobre 2015  | Amadeus | Rai 2 | Cristiano D'Alisera |
| Andrea Bocelli - Il mio cinema         | 11 dicembre 2015  | 11 dicembre 2015 | Massimo Giletti | Rai 1 | N.D.                |
| Made in Sud (11ª ed.)                  | 23 febbraio 2016  | 30 maggio 2016   | Fatima Trotta, Gigi e Ross ed Elisabetta Gregoraci                                                                                              | Rai 2 | Sergio Colabona     |
| Stasera tutto è possibile (2ª ed.)     | 13 settembre 2016 | 1º novembre 2016 | Amadeus | Rai 2 | Cristiano D'Alisera |
| Music Quiz                             | 16 dicembre 2016  | 3 febbraio 2017  | Amadeus | Rai 1 | Sergio Colabona     |
| Made in Sud (12ª ed.)                  | 14 marzo 2017     | 13 luglio 2017   | Fatima Trotta, Gigi D'Alessio ed Elisabetta Gregoraci                                                                                           | Rai 2 | Cristiano D'Alisera |
| Il nostro Totò                         | 16 aprile 2017    | 16 aprile 2017   | Serena Rossi | Rai 2 | N.D.                |
| Stasera tutto è possibile (3ª ed.)     | 9 gennaio 2018    | 13 marzo 2018    | Amadeus | Rai 2 | Cristiano D'Alisera |
| Scanzonissima                          | 16 maggio 2018    | 6 giugno 2018    | Gigi e Ross | Rai 2 | Sergio Colabona     |
| Stasera tutto è possibile (4ª ed.)     | 25 settembre 2018 | 13 novembre 2018 | Amadeus | Rai 2 | Cristiano D'Alisera |
| Made in Sud (13ª ed.)                  | 4 marzo 2019      | 13 maggio 2019   | Stefano De Martino e Fatima Trotta | Rai 2 | Sergio Colabona     |
| Made in...                             | 2 settembre 2019  | 9 settembre 2019 | Arteteca, I Ditelo voi e Paolo Caiazzo | Rai 2 | Sergio Colabona     |
| Stasera tutto è possibile (5ª ed.)     | 16 settembre 2019 | 11 novembre 2019 | Stefano De Martino | Rai 2 | Sergio Colabona     |
| Una storia da cantare (1ª ed.)         | 16 novembre 2019  | 30 novembre 2019 | Enrico Ruggeri e Bianca Guaccero | Rai 1 | Duccio Forzano      |
| Una storia da cantare (2ª ed.)         | 15 febbraio 2020  | 7 marzo 2020     | Enrico Ruggeri e Bianca Guaccero | Rai 1 | Duccio Forzano      |
| Made in Sud (14ª ed.)                  | 16 giugno 2020    | 20 luglio 2020   | Stefano De Martino e Fatima Trotta | Rai 2 | Sergio Colabona     |
| Stasera tutto è possibile (6ª ed.)     | 12 gennaio 2021   | 23 marzo 2021    | Stefano De Martino | Rai 2 | Sergio Colabona     |